# Gleislose Bahn Monheim–Langenfeld
| Wendevorgang und Postverladung in Monheim |        |                                |                                |
| Streckenlänge: | 4,5 km |                                |                                |
| |        |                                |                                |
| \| \| 0,0 \| Monheim am Rhein Frohnstraße \| Monheim am Rhein Frohnstraße \| \| \| 1,9 \| Monheim am Rhein Ziegelei \| Monheim am Rhein Ziegelei \| \| \| 3,0 \| Gemarkungsgrenze \| Gemarkungsgrenze \| \| \| 4,4 \| Bahnstrecke Köln–Duisburg \| Bahnstrecke Köln–Duisburg \| \| \| 4,5 \| Bahnhof Langenfeld (Rheinland) \| Bahnhof Langenfeld (Rheinland) \| |        |                                |                                |
| U-Bahn-Kopfbahnhof Streckenanfang (Strecke außer Betrieb) | 0,0    | Monheim am Rhein Frohnstraße   | Monheim am Rhein Frohnstraße   |
| U-Bahn-Dienststation / Betriebs- oder Güterbahnhof (Strecke außer Betrieb) | 1,9    | Monheim am Rhein Ziegelei      | Monheim am Rhein Ziegelei      |
| U-Bahn-Grenze (Strecke außer Betrieb) | 3,0    | Gemarkungsgrenze               | Gemarkungsgrenze               |
| U-Bahn-Kreuzung mit Eisenbahn (Strecke geradeaus außer Betrieb) | 4,4    | Bahnstrecke Köln–Duisburg      | Bahnstrecke Köln–Duisburg      |
| U-Bahn-Kopfbahnhof Streckenende (Strecke außer Betrieb) | 4,5    | Bahnhof Langenfeld (Rheinland) | Bahnhof Langenfeld (Rheinland) |

Die Gleislose Bahn Monheim–Langenfeld war ein Oberleitungsbus-Betrieb – damals noch Gleislose Bahn genannt – im Rheinland. Die Überlandstrecke verband die Stadt Monheim am Rhein mit dem östlich gelegenen Bahnhof Langenfeld (Rheinland), dort bestand Anschluss an die Züge der Bahnstrecke Köln–Duisburg.

## Geschichte
Die Gleislose Bahn Monheim–Langenfeld bestand vom 31. Mai 1904 bis zum 5. November 1908 und bewältigte eine Strecke von 4,5 Kilometern. Betrieben wurde sie nach dem sogenannten System Schiemann, entwickelt vom sächsischen Unternehmen Gesellschaft für gleislose Bahnen Max Schiemann & Co. aus Wurzen. Die Geschwindigkeit betrug zwölf bis sechzehn Kilometer in der Stunde, neben Personen wurden jährlich bis zu 5000 Tonnen Güter befördert, außerdem Postsendungen. Der Güterverkehr erfolgte bedarfsweise, hauptsächlich wurde die ehemalige Ziegelei am östlichen Ortsrand von Monheim bedient.
Die Strecke war durchgehend einspurig, Luftweichen oder Wendeschleifen waren nicht vorhanden. Begegneten sich zwei Fahrzeuge, so musste eines von ihnen die Stromabnehmerstangen abziehen. An den beiden Endstellen mussten diese teils aufwändig mit Hilfe von Pferden gewendet werden.
Die Gleislose Bahn Monheim–Langenfeld musste schon nach vier Jahren wieder eingestellt werden, weil die zehn Tonnen schweren Wagen die Fahrbahnbeläge ruinierten. Sie wurde damals von einer normalspurigen elektrischen Kleinbahn abgelöst, betrieben von der Kleinbahn Langenfeld–Monheim–Hitdorf.

## Fahrzeuge
Für den Personenverkehr standen anfangs ein Motorwagen und ein baugleicher Beiwagen zur Verfügung, später wurde der Anhänger ebenfalls in einen Motorwagen umgebaut. Ferner beförderten die Personenfahrzeuge der Bahn auch Post. Die beiden Personenwagen waren dabei baugleich mit den auf der Veischedetalbahn eingesetzten Fahrzeugen.
Der Güterverkehr wurde mit einer Oberleitungszugmaschine durchgeführt, an diese wurden mehrere zweiachsige Anhänger gekuppelt.

## Bildergalerie

Der Güterzug am Bahnhof Langenfeld
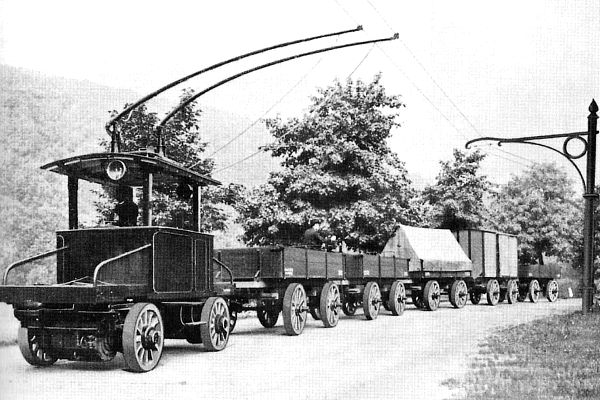
Der Güterzug auf freier Strecke im Knipprather Wald
Zeitgenössische Karikatur der Gleislosen Bahn auf einer historischen Postkarte